# Corynoptera triacantha
Corynoptera triacantha är en tvåvingeart som beskrevs av Risto Kalevi Tuomikoski 1960. Corynoptera triacantha ingår i släktet Corynoptera, och familjen sorgmyggor. Arten är reproducerande i Sverige.